# Matt Duke
Matthew "Matt" Duke (ur. 16 czerwca 1977 w Sheffield) – angielski piłkarz występujący na pozycji bramkarza w Northampton Town.

## Kariera
Swoją karierę Duke rozpoczynał w 1999 roku w zespole Sheffield United. Grał tam przez jeden rok. W tym czasie nie zagrał tam w ani jednym meczu. Przez dwa dni przebywał także na wypożyczeniu w Bury. 8 września 2000 roku podpisał kontrakt z Burton Albion. Szybko stał się podstawowym graczem zespołu Conference National. Przez cztery lata gry w Burton Albion wystąpił w niemal 80 meczach ligowych. W lipcu 2004 roku za 20 tysięcy funtów przeszedł do Hull City.
W nowym klubie zadebiutował 21 sierpnia w meczu League One z Oldham Athletic. Duke był rezerwowym bramkarzem Hull i w sezonie 2004/2005 zagrał w trzech meczach ligowych. Hull City awansowało poza tym do Championship. W sierpniu 2005 roku wypożyczono go na jeden sezon do Stockport County. Zadebiutował tam w meczu z Oxford United. W czasie jednego miesiąca spędzonego w Stockport zagrał w trzech ligowych meczach. Na początku 2006 roku został również wypożyczony do Wycombe Wanderers, gdzie pierwszy raz zagrał w meczu z Notts County. Ogółem w tym klubie zagrał natomiast pięć razy. W sezonie 2007/2008 wraz ze swoim klubem awansował do Premier League. W najwyższej klasie rozgrywkowej w Anglii zadebiutował 28 stycznia 2009 roku w meczu z West Ham United. Duke w Hull City jest jednak rezerwowym dla Boaza Myhilla.